# Солянка (приток Лека)
Солянка — река в России, протекает в Пермском крае, на территории Кишертского района.

## География
Устье реки находится в 19 км от устья Лёка по правому берегу, вблизи деревни Нижняя Солянка. Длина реки составляет 11 км.

## Данные водного реестра
По данным государственного водного реестра России относится к Камскому бассейновому округу, водохозяйственный участок реки — Сылва от истока и до устья, речной подбассейн реки — Кама до Куйбышевского водохранилища (без бассейнов рек Белой и Вятки). Речной бассейн реки — Кама.
Код объекта в государственном водном реестре — 10010100812111100012791.